# Campeonato Mundial de Natação em Piscina Curta de 2022 - 400 m livre masculino
A prova dos 400 metros nado livre masculino do Campeonato Mundial de Natação em Piscina Curta de 2022 foi disputada no dia 15 de dezembro de 2022, no Melbourne Sports and Aquatics Centre, em Melbourne, na Austrália.

## Recordes
Antes desta competição, os recordes mundiais e do campeonato nesta prova eram os seguintes:
|                       | Nome          | Nacionalidade | Tempo   | Local    | Data                   |
| --------------------- | ------------- | ------------- | ------- | -------- | ---------------------- |
| Recorde mundial       | Yannick Agnel | França        | 3:32.25 | Angers   | 15 de novembro de 2012 |
| Recorde do campeonato | Danas Rapšys  | Lituânia      | 3:34.01 | Hangzhou | 11 de dezembro de 2018 |

## Medalhistas
| Ouro               | Prata              | Bronze             |
| Kieran Smith (USA) | Thomas Neill (AUS) | Danas Rapšys (LTU) |

## Cronograma
Todos os horários são locais (UTC+11).
| Data           | Hora  | Evento        |
| -------------- | ----- | ------------- |
| 15 de dezembro | 12:25 | Eliminatórias |
| 15 de dezembro | 21:31 | Final         |

## Resultados

### Eliminatórias
As eliminatórias ocorreram no dia 15 de dezembro com início às 12:25.
| Colocação | Bateria | Raia | Nadador             | Nacionalidade                  | Tempo   | Notas            |
| --------- | ------- | ---- | ------------------- | ------------------------------ | ------- | ---------------- |
| 1         | 5       | 4    | Kieran Smith        | Estados Unidos                 | 3:36.91 | Q                |
| 2         | 5       | 3    | Matteo Ciampi       | Itália                         | 3:37.73 | Q                |
| 3         | 4       | 2    | Katsuhiro Matsumoto | Japão                          | 3:37.96 | Q                |
| 4         | 4       | 3    | Mack Horton         | Austrália                      | 3:38.09 | Q                |
| 5         | 4       | 6    | Thomas Neill        | Austrália                      | 3:38.23 | Q                |
| 6         | 4       | 5    | Antonio Djakovic    | Suíça                          | 3:38.57 | Q                |
| 7         | 4       | 4    | Danas Rapšys        | Lituânia                       | 3:38.71 | Q                |
| 8         | 5       | 6    | Jake Magahey        | Estados Unidos                 | 3:38.74 | Q                |
| 9         | 3       | 6    | Kim Woo-min         | Coreia do Sul                  | 3:38.86 |                  |
| 10        | 5       | 1    | Tom Dean            | Reino Unido                    | 3:39.79 |                  |
| 11        | 5       | 7    | Logan Fontaine      | França                         | 3:39.84 |                  |
| 12        | 5       | 5    | Matthew Sates       | África do Sul                  | 3:41.05 |                  |
| 13        | 3       | 4    | Breno Correia       | Brasil                         | 3:41.89 |                  |
| 14        | 4       | 7    | Shogo Takeda        | Japão                          | 3:42.16 |                  |
| 15        | 3       | 1    | Daniel Jervis       | Reino Unido                    | 3:42.85 |                  |
| 16        | 2       | 3    | Luis Domínguez      | Espanha                        | 3:43.18 |                  |
| 17        | 5       | 2    | Luc Kroon           | Países Baixos                  | 3:44.76 |                  |
| 18        | 3       | 3    | Joaquín Vargas      | Peru                           | 3:45.66 |                  |
| 19        | 2       | 6    | Yordan Yanchev      | Bulgária                       | 3:45.70 |                  |
| 20        | 3       | 2    | Louis Clark         | Nova Zelândia                  | 3:46.19 |                  |
| 21        | 1       | 4    | Mert Kılavuz        | Turquia                        | 3:46.32 |                  |
| 22        | 2       | 5    | Santiago Corredor   | Colômbia                       | 3:47.60 |                  |
| 23        | 3       | 8    | Lucas Alba          | Argentina                      | 3:48.47 |                  |
| 24        | 2       | 2    | Jakub Poliačik      | Eslováquia                     | 3:49.93 |                  |
| 25        | 2       | 4    | Cheuk Ming Ho       | Hong Kong                      | 3:49.94 |                  |
| 26        | 2       | 8    | Wesley Roberts      | Ilhas Cook                     | 3:50.03 |                  |
| 27        | 1       | 7    | Max Mannes          | Luxemburgo                     | 3:50.63 |                  |
| 28        | 1       | 6    | Luke Thompson       | Bahamas                        | 3:56.22 | Recorde nacional |
| 29        | 1       | 3    | Mark Ducaj          | Albânia                        | 3:56.41 |                  |
| 30        | 2       | 1    | Pavel Alovatki      | Moldávia                       | 3:56.60 |                  |
| 31        | 3       | 7    | David Popovici      | Roménia                        | 3:58.48 |                  |
| 32        | 1       | 5    | Dylan Cachia        | Malta                          | 4:05.61 |                  |
| 33        | 1       | 2    | Ivan Hart           | Federação de membros suspensos | 4:08.64 |                  |
| 34        | 1       | 1    | Israel Poppe        | Guam                           | 4:17.65 |                  |
| 35        | 2       | 7    | Victor Johansson    | Suécia                         | DNS     | DNS              |
| 35        | 3       | 5    | Jon Jøntvedt        | Noruega                        | DNS     | DNS              |
| 35        | 4       | 1    | Roman Fuchs         | França                         | DNS     | DNS              |
| 35        | 4       | 8    | Fei Liwei           | China                          | DNS     | DNS              |
| 35        | 5       | 8    | Marwan Elkamash     | Egito                          | DNS     | DNS              |

### Final
A final foi realizada no dia 15 de dezembro com início às 21:31.
| Colocação         | Raia | Nadador             | Nacionalidade  | Tempo   | Notas              |
| ----------------- | ---- | ------------------- | -------------- | ------- | ------------------ |
| Medalha de ouro   | 4    | Kieran Smith        | Estados Unidos | 3:34.38 | Recorde da América |
| Medalha de prata  | 2    | Thomas Neill        | Austrália      | 3:35.05 |                    |
| Medalha de bronze | 1    | Danas Rapšys        | Lituânia       | 3:36.26 |                    |
| 4                 | 3    | Katsuhiro Matsumoto | Japão          | 3:36.87 | Recorde nacional   |
| 5                 | 7    | Antonio Djakovic    | Suíça          | 3:37.86 |                    |
| 6                 | 6    | Mack Horton         | Austrália      | 3:37.94 |                    |
| 7                 | 8    | Jake Magahey        | Estados Unidos | 3:38.12 |                    |
| 8                 | 5    | Matteo Ciampi       | Itália         | 3:38.98 |                    |

Legenda
| Recorde mundial       | Recorde mundial (World record)               |                       | Recorde africano                      | Recorde africano (African) |                                           | Q | Classificado por posição (Qualified) |
| Recorde do campeonato | Recorde do campeonato (Championship record)  | Recorde da América    | Recorde da América (Americas)         | q                          | Classificado por melhor tempo (Qualified) |   |                                      |
| Melhor marca do ano   | Melhor marca do ano (World leading)          | Recorde asiático      | Recorde asiático (Asian)              | DNS                        | Não largou (Did not start)                |   |                                      |
| Recorde nacional      | Recorde nacional (National record)           | Recorde europeu       | Recorde europeu (European)            | DNF                        | Não terminou (Did not finish)             |   |                                      |
| Recorde pessoal       | Recorde pessoal do atleta (Personal best)    | Recorde da Oceania    | Recorde da Oceania (Oceania)          | DSQ / DQ                   | Desclassificado (Disqualified)            |   |                                      |
| Recorde da temporada  | Recorde da temporada do atleta (Season best) | Recorde sul-americano | Recorde sul-americano (South America) | NM                         | Sem marca (No mark)                       |   |                                      |